# Ђорђе Брујић
Ђорђе Брујић (Карловац, 7. децембар 1967) српски је књижевник, пјесник и књижевни критичар.

## Живот
Школовао се у Карловцу, Загребу, Петрињи и Никшићу.
Био је главни и одговорни уредник Студента, часописа студената Филозофског факултета у Петрињи, замјеник главног и одговорног уредника и уредник за поезију часописа за књижевност Стварање из Подгорице, уредник издавачке дјелатности Српског културног друштва Просвјета из Загреба, уредник и новинар у дневним новинама Побједа, Дан и Глас Црногорца из Подгорице, Политике и Танјуга из Београда, уредник у магазину Српске новине из Подгорице.
Поезију, огледе и књижевнокритичке текстове објављивао у дневним новинама и периодици: Летопис Матице српске, Књижевне новине, Траг, Кораци, Стварање, Просвјета, Српски глас, Љетопис СКД Просвјета, Домети, Књижевност, Јединство из Приштине, Дан, Побједа, Глас Црногорца, Српске новине из Подгорице, Српски југ, Балкански књижевни гласник, Слово, Овдје, Светигора, Наше слово, Дневник, Народни српски календар СКД Просвјета Загреб...
Заступљен у антологијама, панорама и прегледима: Душан Иванић Књижевност Српске Крајине, Бигз/Чигоја штампа, Београд 1998; Небојша Деветак Антологија српског пјесништва у Хрватској двадесетог вијека, СКД Просвјета, Загреб, 2002; Ненад Грујичић Прогнани Орфеји (Антологија српске избегличке поезије), Бранково коло, 2015; Здравко Крстановић Чудесни кладенац (Антологија српског пјесништва од Барање до Бока которске), СКД Зора, Београд, 2002; Славомир Гвозденовић, Миодраг Јакшић Чувари ветрограда (Антологија српске поезије југоисточне Европе), Савез Срба у Румунији, Темишвар, 2012/2013; Милутин Лујо Данојлић На скривеном трагу (Антологија нове српске поезије), Parnas book/Књижевни атеље МЛД, 2008; Небојша Деветак Друмови су наша отаџбина (Зборник песама о сеобама, изгнанству и избеглиштву), Завод за уџбенике и наставна средства, 2006; Милица Краљ Савремена српска поезија у Црној Гори, Стварање, Подгорица, 2008; Илија Лакушић Писмо (Зборник портрета), Удружење књижевника Црне Горе, Подгорица, 2008; Невен Милаковић Румија Јованова (Зборник пјесама о Румији и Светом Јовану Владимиру), Књижевна задруга Српског народног вијећа, Подгорица, 2011...
Поезија му је превођена на руски, енглески, француски, албански и румунски језик.
Добитник је награда: Драган Кордић Српског културног друштва Сава Мркаљ, Награда Стварања, Видовданска награда Удружења књижевника Црне Горе, Награда Удружења новинара Црне Горе и других награда, повеља и признања.
Члан је Матице српске из Новог Сада, Удружења књижевника Црне Горе, Удружења књижевника Републике Српске, Удружења новинара Црне Горе и Савеза новинара Србије и Црне Горе.

Живи у Подгорици.

## Критика
Проф. др Дарко Танасковић о пјесништву Ђорђа Брујића биљежи:
| „                           | У овим згуснутим стиховима осећа се снажна линија истински модерног, егзистенцијалистичког, па и песимистичког доживљаја света и човековог положаја у њему, али се и из дубина (или висина) неодољиво пробија озареност светлом оне вечне, безвремене Свеће, као утехе и као животодавне наде. Отуда и утисак о метафизичкој крстообразности његове поетике, у којој вертикала Свеће пресеца и осветљава хоризонтале старих и нових времена која "под сводом теку", а песник "све док под сводом тече време ново...црта под свећом ово исто слово". Крста, зна се, нема ни без вертикале, али ни хоризонтале... | ” |
| — проф. др Дарко Танасковић | |   |

Књижевник Драган Лакићевић у осврту на поезију Ђорђа Брујића записује:
| „                  | Свећа и слово Ђорђа Брујића јесте песничка збирка која жели да егзистенцију као такву – и кад припада лирском субјекту и кад је човекова уопште – сагледа у лирским сликама и апстрактним димензијама, без декларативних и фактографских података. Томе има више разлога, али ћемо ми ући само у један: стваралачки. Песник је утврдио свој поступак да лирском реториком покрене асоцијативне могућности значења, па и одредишта сопствене поезије. | ” |
| — Драган Лакићевић | |   |

Проф. др Миљко Шиндић о поезији Ђорђа Брујића каже:
| „                       | Стихови, сложени у мелодичне и ненаметљиве риме, по слободном метричком коду слуте даљину, бивше дане из којих зјапи празнина. Њихов смисао је искошен, пригушене светлости, грч отрежњења. Успомене се деле на неједнаке делове. У једнима царује ноћ, у другима су само комадићи зоре. (...) Рефлексивна основа из песме у песму утврђује се сопственим законитостима а да не открива корене свог порекла, ни животне ли литерарне. Метајезички слој значења стално је у оптицају, јер док песма говори о другим темама, говори и о себи, о својим сновима и словима, како настаје, шта хоће да каже или да прекрије шутњом. (...) песме су постале сведоци српског страдања и памћење, крстаче неме и запањене свеће, ламент над завичајном Банијом. Све што се око песме и у песми Ђорђа Bрујића догодило постало је уметничка стварност језика. | ” |
| — проф. др Миљко Шиндић | |   |

Небојша Деветак је о њему написао:
| „                 | Осјећајност у његовој поезији из пјесме у пјесму се распламсава у емотивни пламен у чијој позадини само трепере обриси стварности. Након краткотрајних усхићења и зачудности новим окружењем овај пјесник се наново враћа сопственој безнадежној самоћи. (...) Он у тој инфериорности успијева да дође до спокојства и ситних ужитака којима сугестивно оплемењује и читаоце. | ” |
| — Небојша Деветак | |   |

Др Душко Бабић у рецензији књиге Свећа и слово оцјењује:
| „                | Наглашено личне, највећим дијелом исповједне, ове пјесме своју основну инспирацију налазе у доживљају обесмишљености и обескоријењености лирског субјекта и тињајућој вјери да у свијету „недостојном и сна и јаве“ постоје путеви избављења. Пјесник себе (а преко себе и човјека уопште) сагледава у стварности која му личи на неки „туђи архипелаг“, у заглушујућој празнини „буна и комешања“, гдје је атрофирала људска потреба да властито постојање уздиже ка смислу и онтолошком утемељењу. | ” |
| — Др Душко Бабић | |   |

Будимир Дубак о књизи Последњег дана вече је записао:
| „               | Самоћа обездомљеног човјека није обична, већ личи „неизговореној или немуштој речи“. То је стање занијемелости пред дубоким понорима странствовања. Тај човјек је обиљежен жигом странца и луталице. Он је заточеник апсурда, који само у сну налази сигурност. Стварност је „друм увијен у бескрајну спиралу“. Тај друм води „из нигде ка ускоро, / слепе док лебдимо између треба и ништа“. Тако се пут, утабан од стопала колоне, преображава у простор лебдења у празнини. Искоријењено и обездомљено биће је „сламка међу вихорове“. Оно је привид у огледалу или кап воде, која се утапа у ријеку, што увире „талас по талас мора / па онда све дубље, па онда све даље, / померајући се вал по вал...“ И тако, док не ишчезне у мору безобалном, као у једино сигурно и вјечно уточиште. | ” |
| — Будимир Дубак | |   |

Милош Кордић о Брујићевој поезији биљежи:
| „              | Ово је поезија савремена у свему што садржајно доноси. И модерна као грађевина изненађујућих поетских слика сијечених завршецима стихова ондје гдје би се читалац томе могао најмање надати. Да би већ у наредном тренутку схватио функционалност таквог поступка, такве пјесникове стваралачке „игре“. И модерне је ова поезија интерпункције која на прво читање може да збуни, али која, ипак, на неком од крајева поновљеног читања „легне“ на мјесто које јој припада, које јој је аутор намијенио. Поезија ове Брујићеве књиге је поезија нашег, а зна се и чијег, најновијег живота. У њој је све извајано одмјереним промишљањем онога што јесте човјек. | ” |
| — Милош Кордић | |   |

## Дјела
До сада објавио књиге поезије:
- Нови пусти дани, Ободско слово, Подгорица (1996)[1]
- Страх од шума, Народна књига, Београд (2001)[1]
- Упутство за путовање, Српско културно друштво Просвјета, Загреб (2004)[1]
- Кућа на леду, Удружење књижевника Црне Горе, Подгорица (2008)[1]
- Улица за самоћу, Књижевна задруга Српског народног вијећа, Подгорица (2011)[3]
- Последњег дана вече, Књижевна задруга Српског националног савјета, Подгорица (2016)
- Свећа и слово, Књижевна задруга Српског народног вијећа, Подгорица (2020)
- Глинска сриједа, Књижевна задруга Српског народног вијећа, Подгорица (2025)

Приредио:
- Савремено пјесништво Српске Крајине (Избор из савремене поезије Срба из Хрватске), Књига Стварања, Подгорица (2002)
- [4]Избор из руске поезије друге половине 20. вијека, Стварање, Подгорица (2008)
- Слике 82 пјесника (Преглед новије српске поезије из Хрватске), Књижевна задруга Српског народног вијећа, Подгорица (2020)